# عرض براغ العسكري 2018

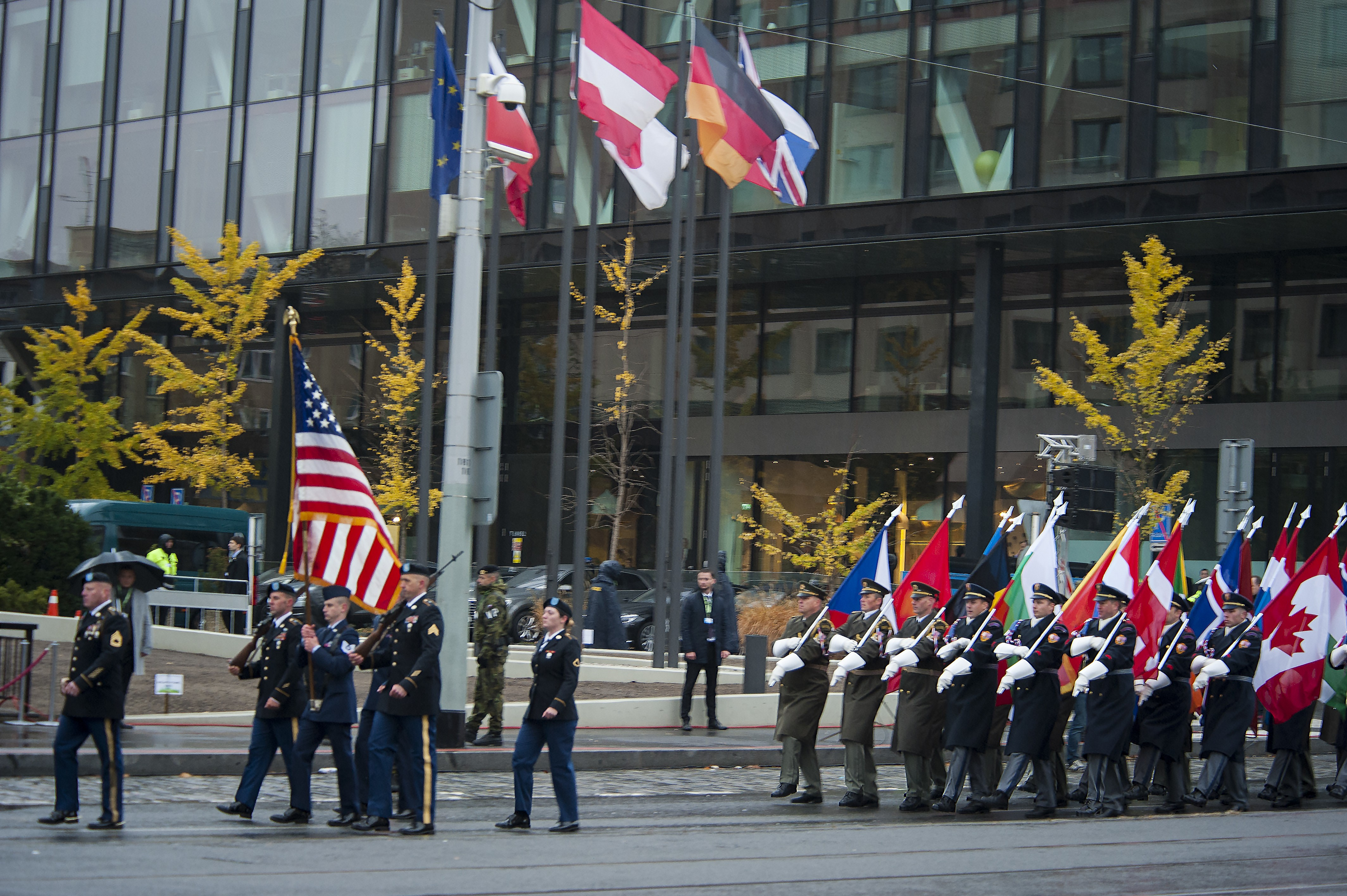
العرض العسكري

عرض براغ العسكري 2018 كان عرضًا عسكريًا في جمهورية التشيك أقيم في الشارع الأوروبي في براغ في 28 أكتوبر 2018. وقد جرى كجزء من الاحتفالات المئوية التي استمرت ثلاثة أيام لتأسيس تشيكوسلوفاكيا في عام 1918. وكان العرض هو الأول من نوعه في 10 سنوات والأكبر في البلاد منذ عام 1985 موكب النصر. وشهدت مشاركة أكثر من 4.000 من الأفراد العسكريين التشيكيين والسلوفاكيين في هذا الحدث، بما في ذلك قوات المملكة المتحدة وفرنسا وإيطاليا والولايات المتحدة. ترأس الرئيس التشيكي ميلوس زيمان العرض حيث شاهده كبار الشخصيات الأجنبية، مثل رئيس الوزراء السلوفاكي بيتر بيليغريني ووزير الدفاع الأمريكي جيمس ماتيس.